# Convento di San Cassio
Il convento di San Cassio (in tedesco Cassius-Stift) fu un convento fondato probabilmente nell'VIII secolo a Bonn, nella Renania Settentrionale-Vestfalia e secolarizzato nel 1802.
L'edificio più importante del convento era la chiesa dei santi Cassio e Fiorenzo, l'odierno duomo di Bonn.

## Nome
Il convento portava il nome del martire canonizzato, adorato a Bonn insieme a san Fiorenzo, Cassio (i cui sepolcri si trovano ancora oggi sotto il duomo).

## Storia
I sarcofagi, in cui si sarebbero dovuti trovare i resti dei martiri, sono collocati nelle immediate vicinanze del luogo su cui in epoca romana fu costruito un monumento di commemorazione ai defunti, un martyrion.

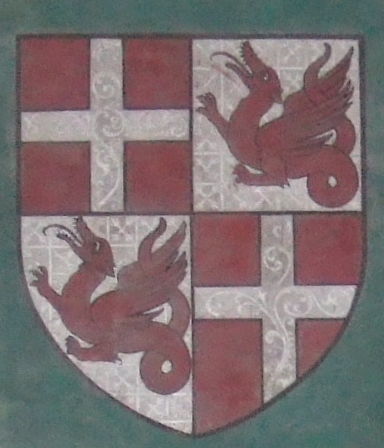
Stemma del convento di San Cassio
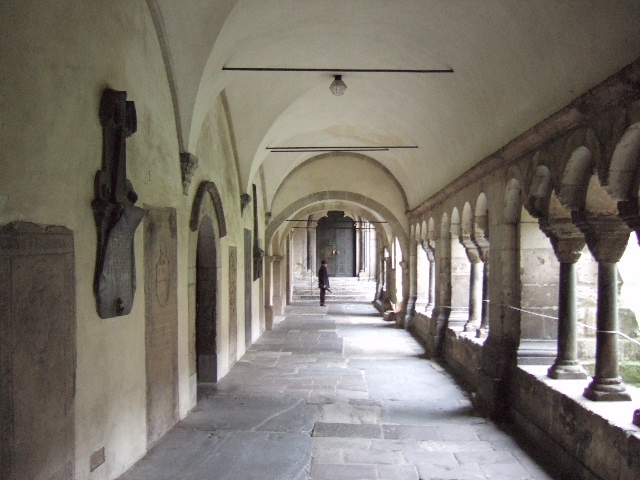
Chiostro
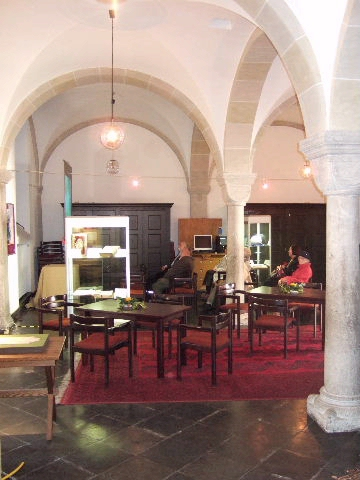
Sala del Capitolo
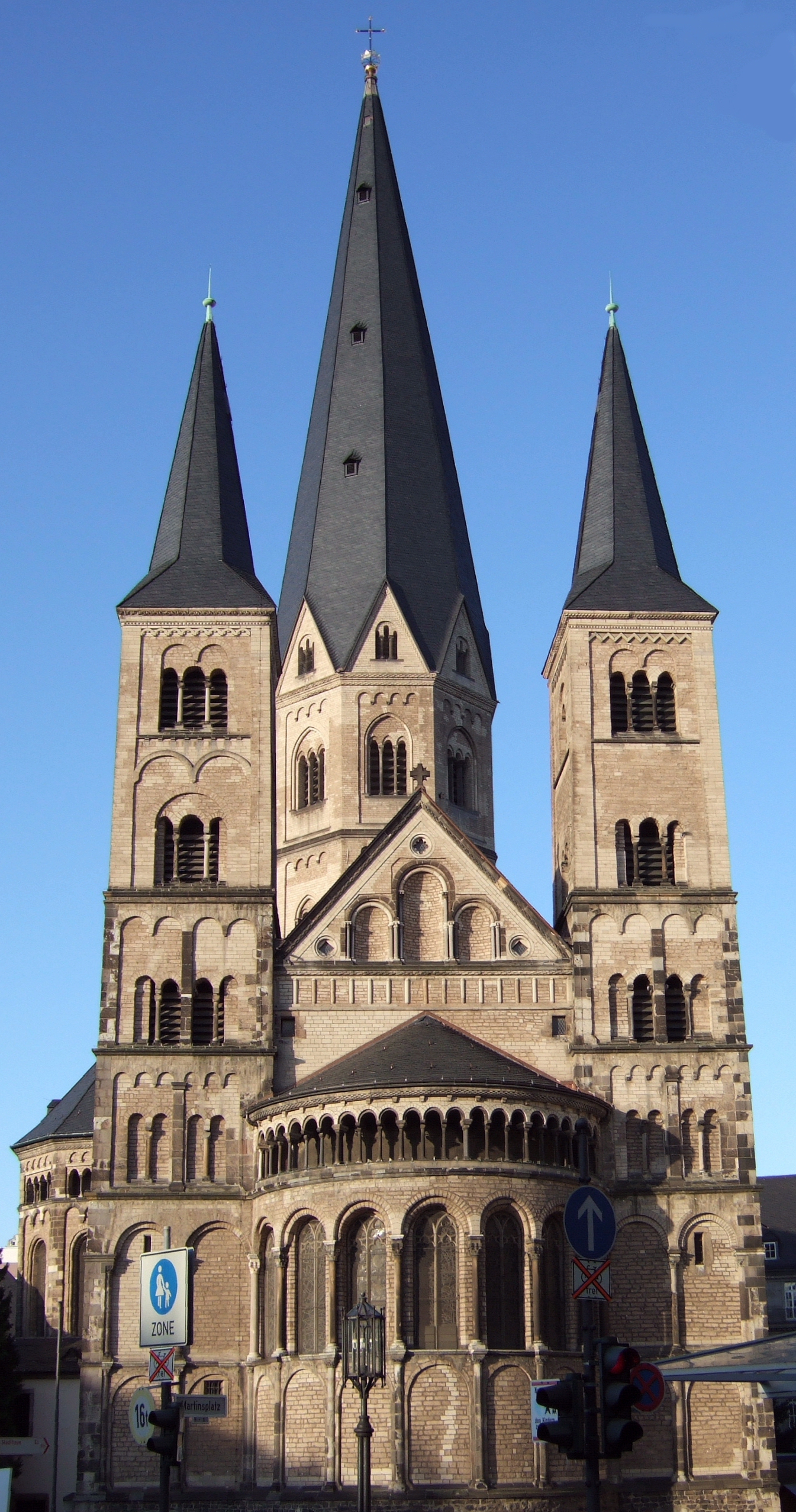
La basilica dei Santi Cassio e Fiorenzo oggi